# R.C. Vicente
Raquel Vicente (nascida Raquel da Conceição Vicente; 20 de Setembro de 1995), também conhecida como R.C. Vicente, é uma escritora, editora e empresária portuguesa. É autora da saga de alta fantasia As Crónicas de Amindrius, Bérnia e Efendes (primeiro volume tradicionalmente editado a 20 de Setembro de 2021) e da saga de fantasia novo adulto A Ordem da Alcateia (primeiro volume editado a 20 de Fevereiro de 2023). Como empresária, é a fundadora do selo editorial independente Edições Velha Lenda (3 de Fevereiro de 2020), onde exerce funções como directora administrativa.

## Biografia

### Vida Pessoal
Raquel nasceu na cidade de Santarém, pertencente à província do Ribatejo, no dia 20 de Setembro de 1995. Filha de Luís, um profissional da construção civil, e de Carla, doméstica. Raquel possui um irmão nove anos mais novo, Simão (nascido no ano de 2004).
A escritora e empresária cresceu numa aldeia do concelho de Rio Maior. Perto dos seus onze anos, emigrou com os pais e o irmão para a Comunidade Castilla-La Mancha, em Espanha, onde residiu numa vila a poucos minutos da cidade histórica de Toledo. Frequentou as escolas Colégio María del Mar e I.E.S. Blas del Prado, na cidade de Camarena. Viveu em Espanha durante quatro anos.
Durante a sua infância, a escritora adquiriu uma forte paixão pelo imaginário graças às história que o pai inventava para a adormecer e a tantas outras que a mãe lhe lia. De tal forma que, aos cinco anos, engendrou o que viriam um dia a ser os personagens da sua saga de alta fantasia As Crónicas de Amindrius, Bérnia e Efendes. Esta paixão por universos imaginários aprofundou-se durante os quatro anos de vivência em Espanha, durante os quais, numa breve visita a Portugal, os pais lhe compraram aquele que seria o seu primeiro livro de literatura fantástica (A Espada de Fogo, do britânico Stuart Hill) e a obra que a introduziria ao género. Um gosto que se acentuou durante as suas aulas de Lengua Castellana, onde acabou por estudar obras de mitologia grega e Las Crónicas de La Torre da espanhola Laura Gallego García.
Após o seu retorno a Portugal, Raquel venceu, durante a adolescência, os seus primeiros prémios literários. Em 2012, ficou em primeiro lugar no III Concurso "Cartas de Amor" da Biblioteca Municipal Laureano Santos em Rio Maior. E repetiu a proeza em 2013, conquistando uma vez mais o primeiro lugar da sua categoria.
Anos depois, em 2019, a escritora veria o seu trabalho distinguido na obra Bairros de Lisboa, compondo a lista de vencedores do I Concurso Literário da Boutique da Cultura.

### Carreira
R.C. Vicente começou a organizar os rascunhos do primeiro volume de As Crónicas de Amindrius, Bérnia e Efendes, o livro O Ressurgir dos Eternos Titãs, em 2005. Uma obra que reescreveu, editou e desenvolveu até ao ano de 2021. O seu início de carreira foi bastante difícil, marcado por uma tentativa de publicação independente da obra O Ressurgir dos Eternos Titãs, em 2017, e por outra publicação independente, sob pseudónimo, da obra infantil Sulmun e o Senhor do Inverno em 2018. Ainda assim, Raquel nunca desistiu.
Em 2020, confrontada com a precariedade do mercado editorial português, que se fechara para as obras nacionais e se dedicava quase com exclusividade às estrangeiras, resolveu dar uma volta radical à situação de todos os que pretendiam enveredar por uma carreira de autor profissional em Portugal e fundar a sua própria editora. Portanto, a 3 de Fevereiro de 2020, nasciam as Edições Velha Lenda: um selo independente, tradicional e profissional, e exclusivamente português.
À frente da sua própria editora, Raquel começou a exercer funções como editora e foi a responsável pela edição profissional de obras como Até Onde as Ondas nos Levarem e Amor na Porta da Frente da autora Andreia Ramos e da Saga Vida Censurada do professor Francisco Ramalheira.
Em Setembro de 2021, a escritora decide adicionar o seu livro O Ressurgir dos Eternos Titãs ao catálogo da Velha Lenda, conquistando o reconhecimento dos leitores, que ressaltam o mundo rico pela autora criado. Em Fevereiro de 2023, a escritora aventura-se numa fantasia mais leve e inserida no género novo adulto - O Perigeu da Lua Cheia.

### A Velha Lenda
Raquel Vicente fundou as Edições Velha Lenda para criar novas oportunidades no mercado literário português e dar novas nuances à realidade de um escritor no seu país, trabalhando para tornar as carreiras de autores profissionais em algo possível. No selo Velha Lenda, defende obras de qualidade, escritas por portugueses, e sobre temas actuais.
Tomou como valores para a sua empresa a igualdade de direitos e o respeito. Faz de objectivos a aposta constante e sustentável em novos talentos, novas obras e em literatura sem preconceitos, mas sempre de encontro aos padrões de qualidade literária.
Trabalha até à actualidade como directora administrativa, sendo responsável pela gestão editorial do catálogo das Edições Velha Lenda.

### Contos
- Sulmun e o Senhor do Inverno, 2018

### Sagas
As Crónicas de Amindrius, Bérnia e Efendes
- Volume 1: O Ressurgir dos Eternos Titãs, 20 de Setembro de 2021

A Ordem da Alcateia
- Volume 1: O Perigeu da Lua Cheia, 20 de Fevereiro de 2023

## Premiações
- 1º Lugar no III Concurso "Cartas de Amor" da Biblioteca Municipal Laureano Santos, 2012[10]
- 1º Lugar no IV Concurso "Cartas de Amor" da Biblioteca Municipal Laureano Santos, 2013[11]
- Prémio Literário Boutique da Cultura "Bairros de Lisboa", 2019[25]

## Ligações Externas
- R.C. Vicente na Goodreads
- R.C. Vicente na Wook
- R.C. Vicente na Velha Lenda